# So cosa hai fatto (romanzo)
So cosa hai fatto (titolo originale I Know What You Did Last Summer) è un romanzo del 1973 di Lois Duncan.
Ispirandosi ad esso, nel 1997, è stato prodotto un film dallo stesso nome e nel 2021 una serie tv omonima.

## Trama
La storia si ambienta nell'immaginaria città di Silver Springs. Julie James è una studentessa dell'ultimo anno di liceo dedita al divertimento. Una notte d'estate, sta tornando in macchina da una festa in montagna con il suo ragazzo Ray Bronson e con la coppia dei loro migliori amici, Barry Cox ed Helen Rivers. Durante il viaggio, il gruppo investe accidentalmente un giovane ciclista, David Gregg, che muore sul colpo. Terrorizzati dalle ripercussioni, chiamano anonimamente un'ambulanza e si promettono a vicenda di non raccontare a nessuno del loro coinvolgimento nell'incidente. Traumatizzati da quanto accaduto, in seguito Julie e Ray si lasciano e Ray va a lavorare in California, mentre Julie manda anonimamente delle rose gialle al funerale di David.
Un anno dopo l'incidente, Julie riceve per posta un biglietto con su scritto "so cosa hai fatto l'estate scorsa". Si incontra con Helen e Barry per discuterne, ma Barry la rassicura affermando che deve trattarsi di uno scherzo, perché altrimenti sarebbero stati denunciati alla polizia. Ray torna a casa e cerca di rimettersi con Julie, la quale respinge le sue avances anche perché sta frequentando Bud, un giovane militare. Helen fa la conoscenza di un nuovo vicino, Collie Wilson, dopodiché trova attaccata alla porta del suo appartamento l'immagine di un ragazzo in bicicletta. Lo stesso giorno, anche Ray riceve per posta un ritaglio di giornale relativo alla morte di David.
Il Memorial Day, Barry viene contattato telefonicamente da qualcuno che si offre di vendergli un quadro raffigurante l'incidente in cui è morto David. Barry si accorda con lo sconosciuto per incontrarsi con lui in un campo sportivo nella speranza di scoprire chi ci sia dietro le minacce ma, una volta lì, qualcuno gli spara allo stomaco, rischiando di paralizzarlo. Julie e Ray sospettano dei genitori di David, quindi decidono di andare a casa dei Gregg fingendo di avere un guasto all'auto. Vengono accolti da Megan, la sorella di David, la quale spiega loro che la madre ha avuto un crollo nervoso in seguito alla morte di David, pertanto è ricoverata in un ospedale di un'altra città e il padre si è trasferito con lei per starle vicino.
Ray fa visita a Barry in ospedale e lui gli mente su quanto è successo al campo sportivo, dicendogli di essere stato ferito in una rapina. Dopo aver scoperto che potrà riprendere a camminare, Barry chiama Helen per raccontarle la verità e avvisarla del pericolo, ma lei non risponde. Helen si incontra nuovamente con Collie, il quale le rivela di essere il fratello maggiore di David e che è stato lui a sparare a Barry per vendicare la morte di David. Afferma, inoltre, di aver intuito chi fossero i responsabili dell'incidente risalendo all'acquirente delle rose gialle inviate in forma anonima al funerale. Prima che Collie possa ucciderla, Helen si chiude a chiave nel bagno di casa sua e scappa dalla finestra.
Quella sera, Julie dovrebbe uscire ad un appuntamento con Bud, ma rimane a casa su richiesta della madre, che ha una brutta sensazione. Bud si presenta comunque e si fa riaccompagnare all'auto da Julie, rivelandole poi di essere in realtà Collie. Inizia a strangolare Julie, ma Ray e la polizia intervengono dopo essere stati allertati da Barry e da Helen. Julie e Ray concordano sul fatto di dover confessare la loro responsabilità nella morte di David.

## Curiosità
- Il libro da cui il film prende spunto, è stato tradotto in italiano solo dopo l'uscita della pellicola, per sfruttarne il successo commerciale.